# Papagomys
Papagomys is een geslacht van knaagdieren uit de muizen en ratten van de Oude Wereld (murinae) dat voorkomt op Flores, een eiland ten oosten van Java in het zuiden van Indonesië. Een van de beide bekende soorten, P. armandvillei, leeft nog steeds op het eiland. 3000 tot 4000 jaar geleden bestond er nog een tweede, iets kleinere soort, P. theodorverhoeveni. Beide soorten zijn reusachtige ratten, ongeveer twee keer zo lang als de bruine rat. Waarschijnlijk zijn ze het nauwste verwant aan andere knaagdieren uit Flores uit de Rattus-divisie, zoals Hooijeromys, Paulamys en Komodomys.